# Łyczkouskaha
Łyczkouskaha (biał. Лычкоўскага; ros. Лычковского) – przystanek kolejowy w miejscowości Lachi, w rejonie witebskim, w obwodzie witebskim, na Białorusi. Leży na linii Witebsk - Orsza.